# Измена (фильм, 2007)
«Измена» (англ. Breach) — американский шпионский триллер 2007 года, снятый по сценарию Билли Рэя, Уильяма Ротко и Адама Мэйзера, в основу которого легли реальные события, произошедшие с агентом ФБР Робертом Ханссеном, осуждённым за более чем двадцатилетний шпионаж в пользу СССР и России, и Эриком О’Ниллом, работавшим его ассистентом, который помог в разоблачении двойного агента. О’Нилл также был консультантом при создании данного фильма.

## Сюжет
Эрик О’Нилл — молодой агент ФБР, которому поручено работать под прикрытием в качестве ассистента агента Роберта Ханссена, подозреваемого в мошенничестве.
Ханссен возглавляет недавно созданный департамент по защите информационных систем ФБР от несанкционированных проникновений.
На начальном этапе знакомства Ханссен настроен на строгую формальность отношений между двумя мужчинами, он часто критикует бюрократию ФБР и жалуется, что только те, кто «стреляет из пистолета», достигают руководящих должностей в ФБР, вместо таких как он, которые занимаются жизненно важными вопросами национальной безопасности. Он называет системы информационных технологий устаревшими и жалуется на отсутствие координации по обмену информации с другими подразделениями разведки.
В конечном счёте Ханссен становится другом и наставником для О’Нилла и начинает проявлять интерес к нему и его жене Джулиане, которая с подозрением относится к Ханссену и негодует из-за его вторжения в их дом. Набожный католик, который является также членом Опус Деи, Ханссен убеждает О’Нилла, учившегося в католической школе Иезуитов и его жену — протестантку, родившуюся в Восточной Германии, стать активными верующими.
О’Нилл не находит свидетельств против Ханссена, ведущего двойную жизнь, напротив, он проникается чувством уважения к своему боссу. Он говорит об этом своему начальнику, пославшему его на это задание, — Кейт Берроуз, от которой впоследствии узнает, что Ханссен подозревается в шпионаже в пользу СССР и России на протяжении многих лет, а также считается ответственным за смерть многих агентов, работающих для Соединённых Штатов. Директор ФБР Луис Фри сам лично следит за расследованием этого дела.
Хотя ФБР могло арестовать Ханссена по другим обвинениям, они хотели уличить его в шпионаже, чтобы в дальнейшем угрожать ему смертной казнью и, возможно, узнать информацию о заказчике. О’Ниллу поручено переписать информацию с его Palm Pilot, а также отвлечь его внимание, в то время как ФБР будет обыскивать его автомобиль на наличие улик и устанавливать в него устройства слежения.
Устройства слежения на автомобиле Ханссена создают помехи в работе радио, что вызывает у него подозрения. Он также задаётся вопросом, почему его перевели в другой отдел ФБР всего за несколько месяцев до пенсии. Он говорит О’Ниллу, что полагает, что за ним следят российские агенты. ФБР перехватывает сообщение, в котором он говорит своим российским сотрудникам, что не будет больше предоставлять им информацию. О’Нилл всё же убеждает Ханссена, что он не российский шпион и не шпион ФБР, и за ним никто не следит. Убеждённый его словами, Ханссен в последний раз несёт пакет с секретной информацией в тайник для передачи другому агенту, где и арестовывается ФБР.
Хотя О’Ниллу полагалось продвижение по службе за помощь в расследовании этого дела, но ради сохранения семьи он всё же решает покинуть ФБР и заняться адвокатской практикой.

## В ролях
| Актёр           | Роль                                 |
| --------------- | ------------------------------------ |
| Крис Купер      | специальный агент ФБР Роберт Ханссен |
| Райан Филипп    | агент ФБР Эрик О'Нилл                |
| Лора Линни      | специальный агент ФБР Кейт Берроуз   |
| Каролин Даверна | Джулиан О'Нилл                       |
| Гэри Коул       | специальный агент ФБР Рич Гарсес     |
| Кэтлин Куинлан  | Бонни Ханссен                        |
| Деннис Хэйсберт | специальный агент ФБР Дэн Плесак     |
| Брюс Дэвисон    | Джон О'Нилл                          |

## Бюджет
Презентация фильма состоялась 16 февраля 2007 года, за три дня он был показан в 1489 кинотеатрах, общая прибыль за этот период составила 12 261 835 $. За весь период показа общая прибыль от просмотров составила 33 231 264 $ в США и 7 722 671 $ в других странах, что в общей сложности составляет 40 953 935 $ .